# Споменик Илинден
Споменик Илинден, познат и под именом Македониум, је монументално здање у граду Крушеву, Северна Македонија. Свечано је отворен 2. августа 1974. године, на 30. годишњицу Другог заседања АСНОМ-а и 71. годишњицу Илинданског устанка. Аутори споменика су вајар Јордан Грабулоски, архитекта Искра Грабулоска и сликар Борко Лазески (витражи у споменику).
Посвећен је свим борцима и револуционарима Илинданског устанка 1903. године, као и борцима-партизанима Народноослободилачке борбе Македоније од 1941. до 1944. године.
Споменик се простире на 12 хектара, а има облик округле куполе са овалним прозорима. Горњи прозори су израђени од витража. Унутар куполе налази се гроб Николе Карева, председника Крушевске републике, и биста певача Тоше Проеског. Поглед из унутрашњости куполе пуца са четири прозора од којих је сваки гледа према једној страни света, односно локацији повезаној са догађајима Илинданске епопеје: споменик „Слива“, „Мечкин камен“ и Пелагонија.
Спомен-комплекс осим централног споменика чине и плато са скулптурама „Раскинути ланци“, које симболишу слободу изборену у ослободилачким ратовима; на плато се надовезује крипта са исписаним најзначајнијим именима и догађајима везанима уз период пре, за време и после Илинданског устанка; у продужетку након крипте долази се до амфитеатра украшеног разнобојним мозаицима пред којим се простире поглед на „Македониум“.

## Галерија
- „Раскинути ланци“ симболишу изборену слободу
- Крипта
- Амфитеатар
- Амфитеатар и „Македониум“
- Унутрашњост споменика
- Унутрашњост споменика